# 松岡洋子 (女優)
松岡 洋子（まつおか ようこ、1966年5月27日 - ）は、日本の舞台女優である。神奈川県出身。以前は風琴工房、燐光群に所属していた。

## 人物紹介

### 特色・経歴
- 円演劇研究所卒業後、卒業生同期と劇団つちのこカンパニーを旗揚げ、解散後フリー。その後、風琴工房・燐光群所属を経て、下北澤姉妹社に参加。

グリーンメディア所属
- 舞台、自主映画、企業VP等に出演。客演も多数。多彩な役作りが可能で演技の幅が広い。

### 趣味
- 酒。
- 日舞。

### 受賞
- 2005年度 王子小劇場主催の佐藤佐吉賞 最優秀主演女優賞受賞。

## 出演作品

### 演劇集団円
- 「天守物語」

### ダブルフェイスプロデュース
- 「ふなの気持ち」

### つちのこカンパニー
- 「デンジャラストレイン」「闇の中で夢が匂っている」
- 「掌の中の花火」他

### キャプファープロジェクト
- 「LUNCH TIME」他

### 東京シェイクスピアカンパニー
- 「ヴェニスの女商人」

### ネオゼネレイター・プロジェクト
- 「FLOOD FLOOD FLOOD」「Penguin Suit ペンギンスーツ」
- 「木になる風景」「Forest96」「Polar Star」「on the beach」
- 「Wings」「Heaven's Gate」「Silent Blue」
- 「Moon Knight つきの夜の物語」
- 「頭痛肩こり樋口一葉」「砂と星のあいだに」

### オープンセサミプロデュース
- 「SCABOROUGH FAIR」

### 風琴工房
- 「透きとおる骨」
- 「砂漠の音階」
- 「ユダの食卓」
- 「紅き深爪」
- 「紅の舞う丘」
- 「記憶　或いは辺境」
- 「hg」

### その後
- みんなの妊娠（2009年）
- 雨の一瞬前（2009年）
- 非戦を選ぶ演劇人の会（2010年）

### 燐光群
- アイアムマイオウンワイフ（2009年）
- ザパワーオブイエス（2010年）
- 現代能楽集チェーホフ（2010年）
- 裏屋根裏（2011年）
- 星の息子（2012年）
- 推進派（2011年）
- 宇宙みそ汁（2012年）
- カウラの班長会議（2013年）
- ここには映画館があった（2013年）
- 帰還（2013年）
- 初めてなのに知っていた（2014年）
- 8分間（2014年）

## 映像・ナレーション
- 「冬物語」「レント」「50フィートの思い出」主演
- 「五品産業株式会社・会社案内ビデオ」ナレーション
- 「国際ボランティア貯金（郵政省・衛星番組）」レポーター・ナレーション
- 「マツダ株式会社社員研修用ビデオ」出演
- 「虻々鯖々またおいで」（ビデオドラマ）主演
- 「ふれあいトーク」ナレーション
- 「月まで3キロ」（ビデオドラマ）主演

## 司会
- ネスパス・新潟館（表参道）にて子供のための雪祭りイベントパネルクイズ・雪講座等の司会
- 座間市商店街協会主催地域振興券記念イベント司会